# Tama (górnictwo)
Tama – budowla (konstrukcja) odgradzająca pewną przestrzeń w podziemiach kopalni od innej. Ze względu na przeznaczenie rozróżnia się m.in. tamy wentylacyjne, tamy wodne, tamy pożarowe, tamy podsadzkowe i tamy specjalne. Istnieją tamy stałe oraz tymczasowe (w tym przenośne).